# Амарантовая крупа
Амарантовая крупа — крупа, произведенная из амаранта (щирицы), древнейшей зерновой культуры Мезоамерики, которую выращивали ацтеки. Историки называют его «пшеницей ацтеков» и «хлебом инков». В качестве зерновой культуры до настоящего времени возделываются следующие виды рода Амарант: амарант хвостатый (Amaranthus caudatus), Amaranthus cruentus и Amaranthus hypochondriacus. Наряду с гречихой и киноа относится к группе псевдозерновых.
Крупа богата лизином и отличается высоким качеством белка. В сыром виде амарант несъедобен для людей. Из плодов амаранта получают амарантовое масло.

## История
Амарант в течение 8 тысяч лет был одной из основных зерновых культур Южной Америки и Мексики («пшеница ацтеков», «хлеб инков») наряду с бобовыми и кукурузой.
В произведении «Общая история дел Новой Испании» (1547—1577) Бернардино де Саагун, опираясь на сведения ацтеков о свойствах растений, привёл различные сведения об амаранте (Amaranthus panicathus), в частности:

Одна из трав, которые употребляют варёными, называется уаукилитль, являющаяся лебедой. Она — ярко-зелёная, у неё есть тонкие и высокие стебли и широкие листья. Стебли этой травы называются уаутли, семя называется точно так же. Эта трава варится с солью, чтобы [её можно было] есть, [и] у неё запах белой мари. Выжимается вода, делаются из неё тамали, называющиеся кильтамалли, а также делаются тортильи. Она повсюду распространена, и её много едят. Она как белая марь в Испании.— 
Инки и ацтеки считали амарант священным и использовали его в своих ритуалах. За это испанские завоеватели нарекли его «растением дьявола». По мере христианизации индейцев возделывание этой культуры практически сошло на нет. В Мексике его продолжают возделывать с целью получения сырья для изготовления сладости alegría (букв. «счастье»).
В Азии амарант популярен среди горных племён Индии, Пакистана, Непала и Китая как зерновая и овощная культура.

## Пищевая ценность
Зёрна амаранта содержат до 16 % белка, 5—6 % жира, 55—62 % крахмала, пектины, микро- и макроэлементы. По содержанию лизина белок амаранта в два раза превосходит белок пшеницы. Основу жира составляют ненасыщенные жирные кислоты (олеиновая, линолевая, линоленовая); липидная фракция содержит до 10 % сквалена.

Продукты из зерна амаранта вкусом и ароматом напоминают орехи; они очень питательны. Более половины белков амаранта составляют альбумины и глобулины со сбалансированным аминокислотным составом. 

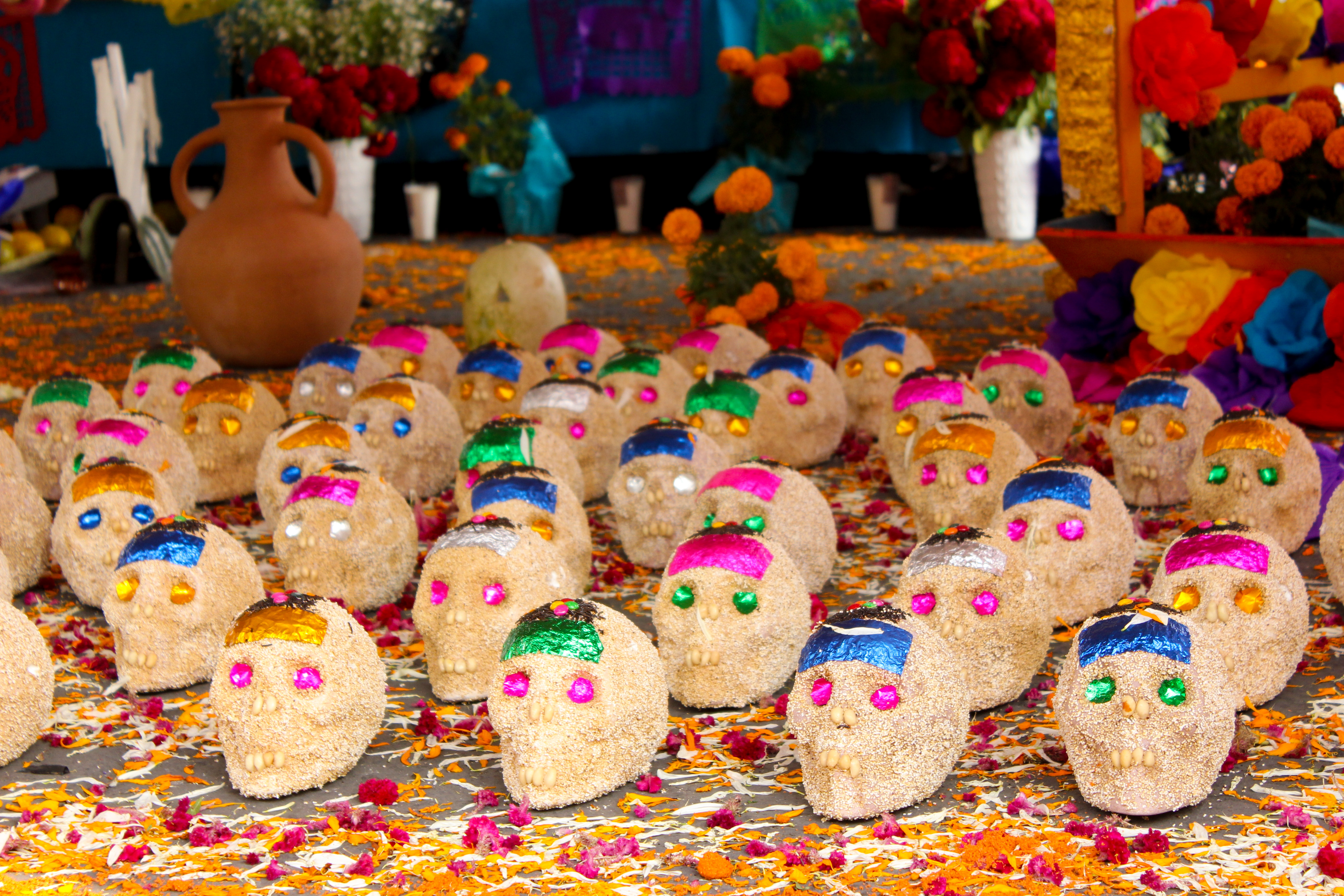
Мексиканские сладости из амаранта (alegría)

Для крахмала амаранта характерна повышенная набухаемость, вязкость и желатинизация. Его применяют в производстве кисломолочных продуктов, кондитерских изделий, пива и в других технологиях.
В листьях и стеблях амаранта обнаружено 18 стеринов. Листья содержат также витамины (В, С, Е), белки, углеводы, флавоноиды (кверцетин, трефолин, рутозид), большое количество минеральных веществ.
На рынках Северной и Южной Америки, Китая и стран Юго-Восточной Азии можно встретить более 30 наименований продуктов из амаранта: вермишель, макароны, чипсы, бисквиты, кексы, вафли, напитки, детские смеси. Натуральные пигменты из кожуры семян придают соусам и напиткам красивый тёмный цвет и приятный вкус.
Молодые листья амаранта похожи на шпинат и используются как в свежем виде, так и для приготовления горячих блюд. В пищу используют также и высушенные листья.